# 로스앤젤레스 메트로 G선
로스앤젤레스 메트로 G선 (Los Angeles Metro G Line)은 미국 캘리포니아의 로스앤젤레스에 있는 간선급행버스체계 노선으로,  로스앤젤레스군 교통국이 운영하는 노선이다. 샌페르난도 밸리에서 채츠워스와 노스할리우드간을 운행한다. 18-마일 (29 km) G선은 약 1.6km 간격으로 위치한 역과 함께 노선 전체를 위한 전용차선을 사용한다. 요금은 성능 향상 위해 역 승강장에 있는 자동판매기에서 TAP 카드를 통해 지불된다. 메트로 버스웨이의 두 노선 중 하나이다.
2005년 10월 29일 개통된 이 노선은 1904년부터 1920년까지 여객철도를 운행했던 서던 퍼시픽 철도 버뱅크 지선의 일부였다. 1911년부터 1952년까지 퍼시픽 일렉트릭 노면전차가 이용했다. G선 노스할리우드역에서 할리우드-다운타운 로스앤젤레스간을 운행하는 B선 지하철과 연결된다. 메트로 주황선 자전거 도로는 노선의 일부와 나란히 뻗어 있다.
2020년까지는 로스앤젤레스 메트로 주황선(Los Angeles Metro Orange Line)이란 이름이었다. 2020년 LACMTA에서 전체 노선명 변경의 일환으로 기존 오렌지선에서 "G선"으로 변경했다. 노선번호와 정사각형 주황색 노선기호는 유지하였다.

## 노선 개요
일반 운행버스와의 많은 차이 때문에, 메트로사는 G선을 지역 경전철과 중전철 네트워크의 일부로 취급하였고, 노선도에도 철도 노선들과 함께 표시되어 있다. 버스는 메트로 레일 차량과 같은 은회색 배색으로 도색되어 있다. G선은 노선 번호(901번)로 표기되는 경우는 거의 없지만, 문서나 목적지 표지판에 나타나기도 한다.
G선의 아이콘 색상과, 이전 노선명인 주황선(Oramge Line, 오렌지 라인)은 한때  샌페르난도 밸리(San Fernando Valley)를 뒤덮었던 많은 감귤류 나무에서 영감을 받았다. 계획 단계에서 G선은 샌페르난도 밸리 이스트-웨스트 트랜싯웨이(San Fernando Valley East-West Transitway), 후에 메트로 래피드웨이(Metro Rapidway)로 알려졌다.

### 운영
G선 버스는 하루 24시간 운행된다.  혼잡시간대(동쪽 방향 오전 6시 및 오후 7시, 서쪽 방향 오전 5시 및 오후 6시)에는 다른 모든 버스는 노스할리우드역과 카노가역 사이에만 짧게 운행(숏턴)한다.

## 역 목록
| 역명                         | 지상/ 지하 | 접속 노선         | 주차장 | 소재지       | 소재지                       |
| ---------------------------- | ---------- | ----------------- | ------ | ------------ | ---------------------------- |
| 노스할리우드 North Hollywood | 지상       | B선               |        | 로스앤젤레스 | 노스할리우드 North Hollywood |
| 로렐캐년 Laurel Canyon       | 지상       |                   |        | 로스앤젤레스 | 밸리빌리지 Valley Village    |
| 밸리대학 Valley College      | 지상       |                   |        | 로스앤젤레스 | 밸리글렌 Valley Glen         |
| 우드만 Woodman               | 지상       |                   |        | 로스앤젤레스 | 밸리글렌 Valley Glen         |
| 반누이스 Van Nuys            | 지상       |                   |        | 로스앤젤레스 | 밴나이즈 Van Nuys            |
| 세풀베다 Sepulveda           | 지상       |                   |        | 로스앤젤레스 | 밴나이즈 Van Nuys            |
| 우들리 Woodley               | 지상       |                   |        | 로스앤젤레스 | 밴나이즈 Van Nuys            |
| 발보아 Balboa                | 지상       |                   |        | 로스앤젤레스 | 레이크발보아 Lake Balboa     |
| 리시다 Reseda                | 지상       |                   |        | 로스앤젤레스 | 타자나 Tarzana               |
| 탐파 Tampa                   | 지상       |                   |        | 로스앤젤레스 | 타자나 Tarzana               |
| 피어스대학 Pierce College    | 지상       |                   |        | 로스앤젤레스 | 위네트카 Winnetka            |
| 데소토 De Soto               | 지상       |                   |        | 로스앤젤레스 | 위네트카 Winnetka            |
| 카노가 Canoga                | 지상       |                   |        | 로스앤젤레스 | 카노가파크 Canoga Park       |
| 셔먼웨이 Sherman Way         | 지상       |                   |        | 로스앤젤레스 | 카노가파크 Canoga Park       |
| 로스코 Roscoe                | 지상       |                   |        | 로스앤젤레스 | 카노가파크 Canoga Park       |
| 노르도프 Nordhoff            | 지상       |                   |        | 로스앤젤레스 | 채츠워스 Chatsworth          |
| 채스워스 Chatsworth          | 지상       | 암트랙 메트로링크 |        | 로스앤젤레스 | 채츠워스 Chatsworth          |